# Saint-Didier-des-Bois
Saint-Didier-des-Bois är en kommun i departementet Eure i regionen Normandie i norra Frankrike. Kommunen ligger i kantonen Amfreville-la-Campagne som tillhör arrondissementet Bernay. År 2022 hade Saint-Didier-des-Bois 895 invånare.

## Befolkningsutveckling
Antalet invånare i kommunen Saint-Didier-des-Bois
Referens:INSEE